# Margaret Ménégoz
Margaret Ménégoz (Budapeste, 21 de abril de 1941 – Montpellier, 7 de agosto de 2024) foi uma produtora cinematográfica francesa e alemã. Como reconhecimento, foi nomeada ao Oscar 2013 na categoria de Melhor Filme por Amour.

## Filmografia selecionada
- Perceval le Gallois (1978)
- Koko: A Talking Gorilla (1978)
- Le Pont du Nord (1981)
- The Lady of the Camellias (1981)
- The Aviator's Wife (1981)
- Le Beau Mariage (1982)
- Danton (1983)
- Pauline at the Beach (1983)
- Sheer Madness (1983)
- Liberty Belle (1983)
- Improper Conduct (1984)
- Full Moon in Paris (1984)
- Le tartuffe (1984)
- The Green Ray (1986)
- Boyfriends and Girlfriends (1987)
- The Possessed (1988)
- Europa Europa (1990)
- A Tale of Springtime (1990)
- A Tale of Winter (1992)
- Louis, the Child King (1993)
- A Summer's Tale (1996)
- The Season of Men (2000)
- Our Lady of the Assassins (2000)
- Time of the Wolf (2003)
- Hidden (2005)
- The White Ribbon (2009)
- Early One Morning (2011)
- Amour (2012)
- Une Enfance (2015)
- Amnesia (2015)
- Happy End (2017)

## Morte
Margaret morreu no dia 7 de agosto de 2024, aos 84 anos.